# Marco Basaiti

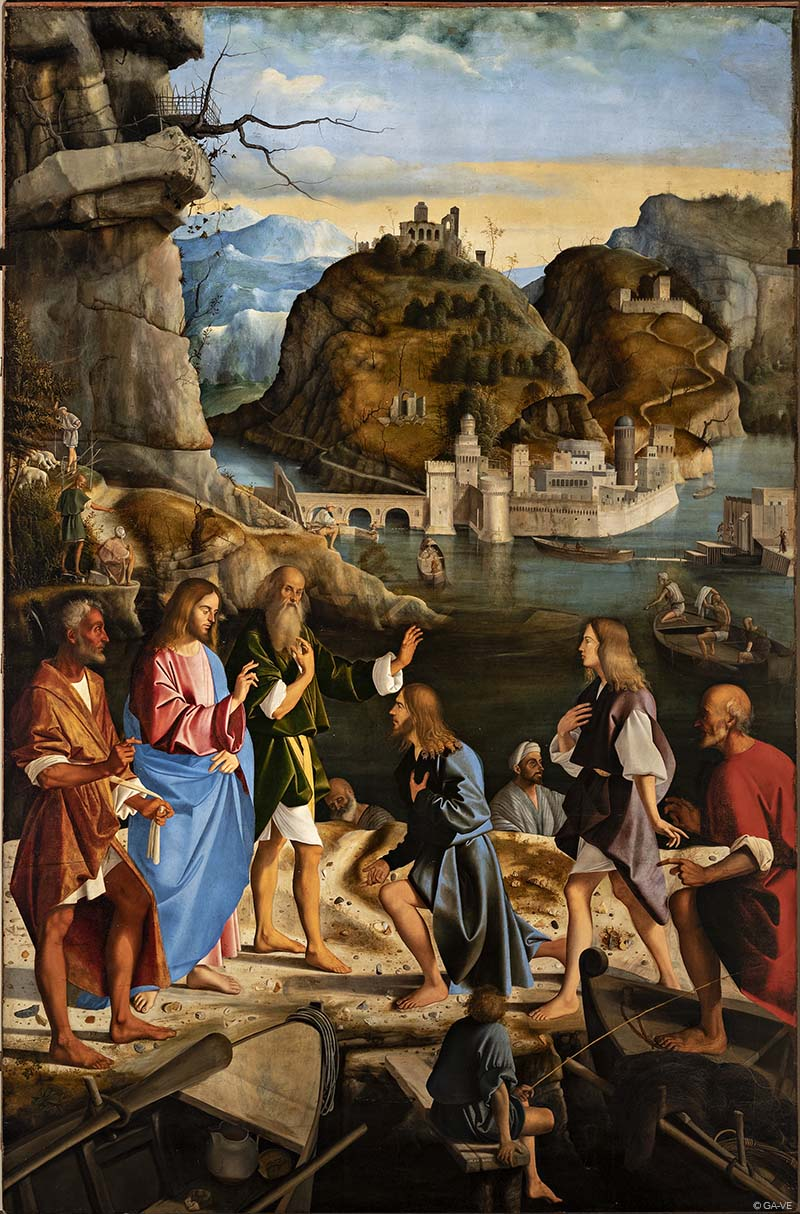
Vocació dels fills de Zebedeu (1510)

Marco Basaiti (circa 1470 - 1530) va ser un pintor venecià rival de Giovanni Bellini. Les seves obres més conegudes són Crist a l'hort (1516) i la Vocació dels fills de Zebedeu (1510).
Encara que va poder haver estat originari dels Balcans, la seva data de naixement i arribada a Venècia es desconeixen, però va començar a pintar activament prop de l'any 1496. Va ser alumne i col·laborador d'Alvise Vivarini, i arribà a completar diversos encàrrecs que van quedar inconclusos a la mort del seu mestre. Basaiti va treballar principalment temes religiosos, però també va fer retrats. Al contrari de les tendències de l'època, va usar colors molt brillants en representar la seva pintura religiosa.

## Obres destacades
- Vocació dels fills de Zebedeu (1510, Galeria de l'Acadèmia de Venècia)
- Oració a l'hort amb sants (1510, Galeria de l'Acadèmia de Venècia)
- Lamentació sobre Crist mort (1527, Museu de l'Hermitage, Sant Petersburg)